# Rollsport Zürich
Il Rollsport Zürich è un club di hockey su pista avente sede a Zurigo in Svizzera.

## Palmarès

### Titoli nazionali
- Campionato svizzero: 10
  - 1938, 1967, 1968, 1970, 1971, 1972, 1973, 1974, 1977, 1978
- Coppa di Svizzera: 6
  - 1959, 1966, 1967, 1968, 1973, 1974